# Bożena Mikołajczyk
Bożena Kazimiera Mikołajczyk, z domu Neneman (ur. 20 listopada 1944 w Koninie) – polska ekonomistka, profesor zwyczajna nauk ekonomicznych, nauczycielka akademicka, związana z Uniwersytetem Łódzkim, w latach 2008–2012 prodziekan ds. toku studiów dziennych na Wydziale Ekonomiczno-Socjologicznym UŁ, od 2011 członkini Komitetu Nauk o Finansach PAN, Sekretarz generalna Polskiego Stowarzyszenia Finansów i Bankowości. Do jej głównych zainteresowań naukowych należą zagadnienia z zakresu problematyki małych i średnich przedsiębiorstw oraz analizy finansowej i finansów przedsiębiorstw. Żona Andrzeja Mikołajczyka.

## Życiorys
Studia wyższe ukończyła w 1968 na Wydziale Ekonomiczno-Socjologicznym Uniwersytetu Łódzkiego i uzyskała tytuł magistra ekonomii. Na podstawie rozprawy doktorskiej Przemiany w zatrudnieniu w regionie łódzkim Rada macierzystego Wydziału nadała jej w 1974 stopień naukowy doktora nauk ekonomicznych w zakresie ekonomii. Została ona wyróżniona przez Ministerstwo Pracy, Płac i Spraw Socjalnych w ramach konkursu na najlepsze prace magisterskie i doktorskie. W 1991 uzyskała stopień naukowy doktor habilitowanej nauk ekonomicznych w zakresie ekonomii na podstawie rozprawy Dochody z pracy w budownictwie – struktura i czynniki ich różnicowania. Po ukończeniu studiów doktoranckich na Uniwersytecie Łódzkim w 1974 rozpoczęła pracę na stanowisku adiunkta. Następnie, do 1995, pracowała na stanowisku dr hab., po czym do 2009 pełniła funkcję profesora nadzwyczajnego. W 2009 uzyskała tytuł naukowy profesora nauk ekonomicznych.

### Dorobek naukowy
Bożena Mikołajczyk stworzyła kierunek badawczy poświęcony małym i średnim przedsiębiorstwom (MSP). Jako współautorka pierwszej w Polsce książki o tej tematyce (Ekonomika i zarządzanie małą firmą, wyd. PWN, 1999), za którą otrzymała nagrodę zespołową MEN, Bożena Mikołajczyk stworzyła na Uniwersytecie Łódzkim Katedrę Finansów i Rachunkowości MSP, której przez wiele lat była kierownikiem. Wieloletnie zainteresowania Bożeny Mikołajczyk problematyką mikro, małych i średnich przedsiębiorstw pozwoliły na przygotowanie monografii Infrastruktura finansowa MSP w krajach Unii Europejskiej, która została wydana w 2007 przez wydawnictwo Difin. Stała się ona podstawą do wszczęcia postępowania o nadanie tytułu naukowego profesora. Tematyka w niej zawarta pozwala na syntezę własnych różnorodnych, wcześniejszych i aktualnych badań związanych z otoczeniem finansowym badanego segmentu przedsiębiorstw w krajach Unii Europejskiej.
Wypromowała co najmniej dziewięcioro doktorów, m.in. Joannę Filę, Agnieszkę Kurczewską.

## Publikacje książkowe
Opracowano na podstawie
- Bożena Mikołajczyk, Instytucje wspomagające rozwój małych i średnich firm, wyd. ODDK 1998.
- Bożena Mikołajczyk, Infrastruktura finansowa MSP w krajach Unii Europejskiej, wyd. Difin 2007.
- Bożena Mikołajczyk, Marzena Krawczyk, Aniołowie biznesu w sektorze MSP, wyd. Difin 2007.
- Bożena Mikołajczyk, Agnieszka Kurczewska, Joanna Fila Klastry na świecie. Studia przypadków, wyd. Difin 2009.
- Bożena Mikołajczyk, Marzena Krawczyk, Audyt wewnętrzny w teorii i praktyce ubezpieczeniowej, Polskie Wydawnictwo Ekonomiczne 2010.
- Bożena Mikołajczyk, Agnieszka Kurczewska, Joanna Fila Mikrokredyty w Europie sposobem na pobudzenie przedsiębiorczości i walkę z wykluczeniem społecznym, wyd. Difin 2011.

## Odznaczenia
- Krzyż Kawalerski Orderu Odrodzenia (2011)
- Medal Komisji Edukacji Narodowej (2009)
- Złoty Krzyż Zasługi (1997)